# Колола, Прасковья Лазаревна
Прасковья Лазаревна Колола (бел. Праскоўя Лазараўна Калола; 20 марта 1895 год, дер. Падкасовье, Новогрудское воеводство, Польша — 23 августа 1976 год, Барановичи) — звеньевая колхоза «Большевик» Любчанского района Барановичской области, Белорусская ССР. Герой Социалистического Труда (1949).

## Биография
Родилась в 1895 году в крестьянской семье в деревне Подкасовье. С 1948 года возглавляла звено по выращиванию льна колхоза «Большевик» Любчанского района.
В 1948 году звено Прасковьи Кололы собрало в среднем с каждого гектара 10,5 центнера волокна льна-долгунца и 9,7 центнеров семян. Указом Президиума Верховного Совета СССР от 28 марта 1949 года за получение высоких урожаев ржи, волокна и семян льна-долгунца при выполнении колхозами обязательных поставок и контрактации по всем видам сельскохозяйственной продукции, натуроплаты за работу МТС в 1948 году и обеспеченности семенами всех культур в размере полной потребности для весеннего сева 1949 года удостоена звания Героя Социалистического Труда с вручением ордена Ленина и золотой медали «Серп и Молот».
Участвовала во Всесоюзной выставке ВДНХ в Москве.
С 1963 года — заместитель председателя колхоза имени Ленина. С 1968 года снова работала звеньевой.
После выхода на пенсию проживала в городе Барановичи.
Скончалась в 1976 году.

## Награды и звания
- Герой Социалистического Труда (1949)
- Орден Ленина
- Медаль «Серп и Молот»
- Орден Трудового Красного Знамени
- Медаль «За боевые заслуги»
- Медали ВДНХ СССР
- Имя П. Л. Колола занесено в Книгу Славы Новогрудского района (2007)[1].